# Doce Devas
Los Doce Devas o Juniten (en japonés 十二天, Juuniten o 十二大天衆) son doce deidades guardianas celestiales (devas o ten) del budismo japonés, asociadas a los puntos cardinales y a cuerpos celestes. En esencia, se trata de deidades hindúes, incorporadas en el budismo esotérico japonés (Mikkyō).
Inicialmente, el grupo consistía en ocho deidades guardianas de los puntos cardinales llamadas Happōten o Happōuten (en japonés: 八方天), asociadas a los cuatro puntos cardinales y los cuatro intercardinales. Posteriormente, se añadieron las deidades del Cielo (cenit) y la Tierra (nadir), formando el grupo de diez – Jitten (en japonés 十天). Finalmente, se incorporaron las deidades del Sol y la Luna para formar el conjunto completo de los Doce Devas.
Los Doce Devas suelen representarse juntos en grupo, generalmente en pinturas sobre biombos plegables que se utilizan en rituales esotéricos.

## Lista
Los Doce Devas son:
| N.º | Nombre               | Japonés  | Nombre en sánscrito | Equivalente hindú   | Sílaba semilla | Dirección / Asociación |
| --- | -------------------- | -------- | ------------------- | ------------------- | -------------- | ---------------------- |
| 1   | Taishakuten          | 帝釈天   | Indra/Śakra         | Indra               | sin marco      | Este                   |
| 2   | Katen                | 火天     | Agni                | Agni                | sin marco      | Sureste, Fuego         |
| 3   | Enmaten              | 焔魔天   | Yama                | Yama                | sin marco      | Sur                    |
| 4   | Rasetsuten           | 羅刹天   | Rākṣasa/Nirṛti      | Rákshasa/Nirrti     | sin marco      | Suroeste               |
| 5   | Suiten               | 水天     | Varuṇa              | Varuna              | sin marco      | Oeste, Agua            |
| 6   | Futen (Fuuten)       | 風天     | Vāyu                | Vayu                | sin marco      | Noroeste, Viento       |
| 7   | Bishamonten          | 毘沙門天 | Vaiśravaṇa          | Kubera (Vaisravana) | sin marco      | Norte                  |
| 8   | Ishanaten (Izanaten) | 伊舎那天 | Iśana               | Ishana/Shiva        | sin marco      | Noreste                |
| 9   | Bonten               | 梵天     | Brahma(n)           | Brahma              | sin marco      | Cenit / Cielo          |
| 10  | Jiten                | 地天     | Pṛthivī             | Prithvi             | sin marco      | Nadir / Tierra         |
| 11  | Nitten               | 日天     | Sūrya/Āditya        | Surya               | sin marco      | Sol                    |
| 12  | Gatten               | 月天     | Candra              | Chandra             | sin marco      | Luna                   |

## Historia y funciones
Los Doce Devas (Jūniten) desempeñaban funciones como guardianes de los monasterios budistas esotéricos. Generalmente se los representa como un grupo en pinturas. Las pinturas japonesas más antiguas que se conocen de los Doce Devas se encuentran en el templo Saidaiji, en Nara (cerca de Kioto) (de comienzos del Período Heian). Otro conjunto se halla en el templo Tōji, en Kioto, donde eran utilizados en rituales esotéricos como el Ritual de los Siete Últimos Días (Goshichinichi no Mishiho) para el Año Nuevo japonés.
Durante el período Heian tardío (794–1185), una procesión de figuras que llevaban máscaras de los Doce Devas (juuniten men, 十二天面) formaba parte de los ritos iniciáticos esotéricos. Más adelante, desde el siglo XII, estas representaciones fueron reemplazadas por pinturas de las deidades representadas por pares, en biombos de seis paneles llamados juuniten byoubu (十二天屏風), durante los rituales de iniciación (abhiṣeka).
Los Doce Devas también aparecen en varios tipos de mandalas, como el Taizōkai mandara, el juuniten mandara y el Anchin mandara.

## Iconografía
Las representaciones tempranas de los Doce Devas los muestran sentados sobre animales (chōjūza; por ejemplo, en Saidai-ji) o sentados sobre pedestales de fieltro, acompañados por dos asistentes (por ejemplo, en Tō-ji, actualmente en el Museo Nacional de Kioto). Pinturas posteriores en biombos plegables suelen representarlos de pie, a veces sobre pedestales de loto.

### Taishakuten y Bonten

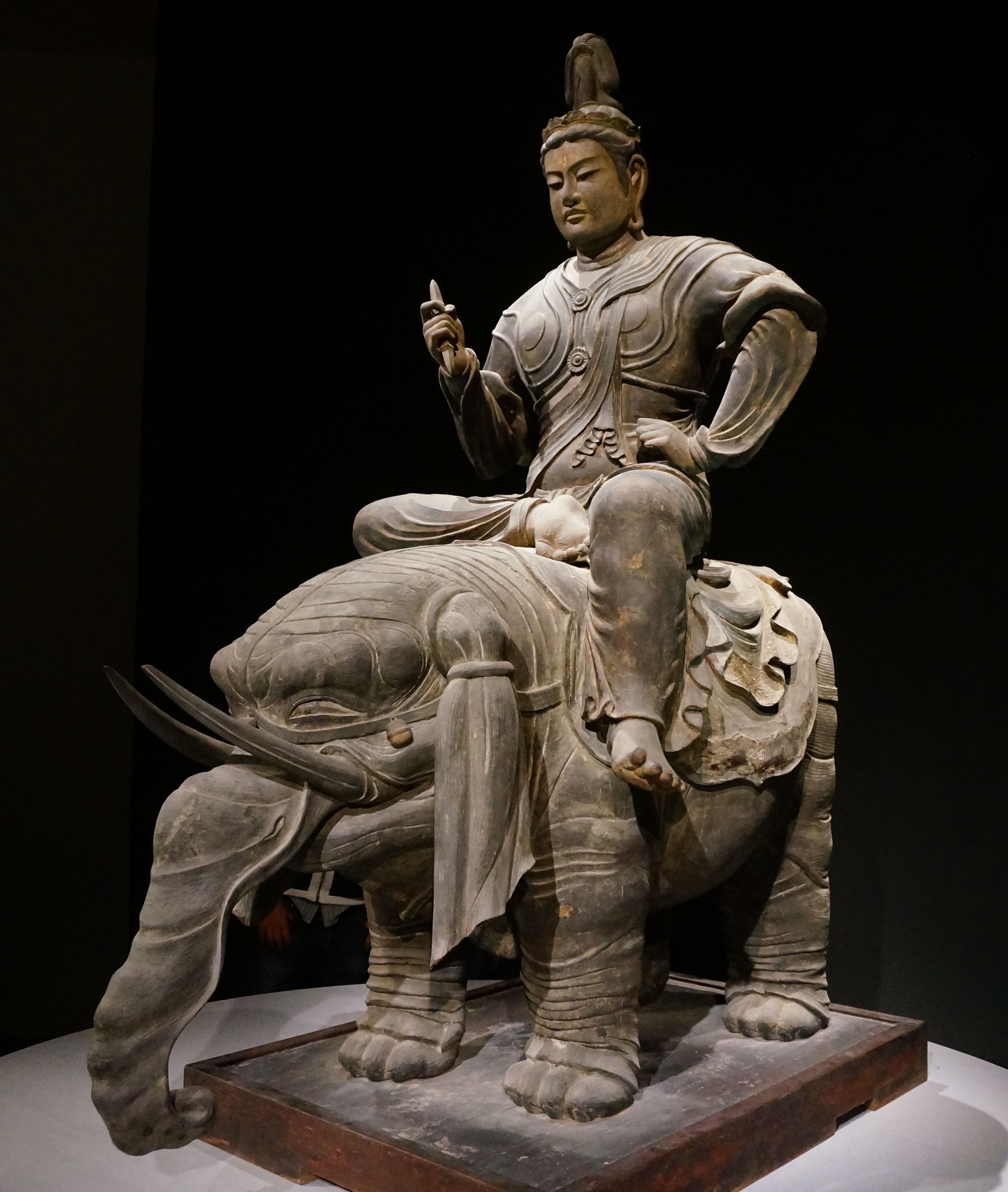
Taishakuten.

Taishakuten (rey de los dioses – Indra) y Bonten (dios creador – Brahma) son dos importantes deidades hindúes que fueron asimiladas por el budismo y aparecen como protectores del Buda. En el budismo, Taishakuten es el rey de los dioses y regente del Cielo de Trāyastriṃśa. Ambas deidades son representadas vestidas como bodhisattvas, y aparecen en eventos de la vida del Buda, a ambos lados de él, a menudo casi indistinguibles.
En otras representaciones, Taishakuten aparece como una figura marcial con un rayo (vajra) en la mano derecha y la izquierda en la cadera. Puede estar sentado sobre un elefante.
Bonten puede aparecer con una o cuatro cabezas. Tiene un tercer ojo y cuatro brazos, que sostienen un abanico de cola de yak, un loto, un báculo y una mano con la palma hacia afuera. Puede estar sentado sobre un pedestal de cuatro gansos.

### Katen
Katen (lit. «deva del fuego») suele representarse como un ermitaño anciano de expresión seria, con cabello y barba blancos. Su complexión puede ser rojiza y está rodeado por un aura llameante. Puede tener dos o cuatro brazos. En sus manos porta un bastón de bambú con hojas o un báculo, un triángulo llameante, un rosario y una vasija de agua. Puede montar una oveja azul.

### Enmaten
Enmaten tiene un rostro compasivo y sostiene un khaṭvāṅga (báculo con una cabeza en la parte superior); su otro brazo está doblado con la palma hacia afuera. Puede montar un búfalo.

### Nirichi
Rasetsuten o Nirichi es el rey de los demoníacos rasetsu (rakshasa). Puede representarse sentado sobre un león, vistiendo armadura y rodeado por un halo llameante. En su mano derecha sostiene una espada, y con la izquierda hace un mudra (gesto ritual) de espada.

### Suiten
Suiten (lit. «deva del agua») puede representarse como un espíritu acuático de tez clara y vestimenta vibrante. Puede ir vestido con armadura y portar un lazo de serpiente en la mano derecha, mientras que la otra mano se mantiene en la cintura como un puño. Lleva una corona de serpientes. Su complexión puede representarse en azul claro. Puede estar sentado sobre una tortuga.

### Fūten
Fūten (lit. «deva del viento») se representa como un anciano que sostiene el cetro del viento.

### Bishamonten
Bishamonten (Tamonten) viste armadura y sostiene un bastón enjoyado (sansageki) en la mano derecha y una pagoda o stupa (houtō) en la mano izquierda.

### Ishanaten
Ishanaten sostiene un tridente y un cuenco lleno de sangre.

### Jiten
Jiten (lit. «deva de la tierra») o Kenrojin (deidad de la tierra sólida) puede sostener un jarrón o flores en una cesta.

### Nitten
Nitten (lit. «deva del sol») puede representarse como un bodhisattva. Puede estar sentado sobre un carro tirado por tres a siete caballos blancos. Puede sostener un loto o un disco solar con un gallo de tres patas en su interior.

### Gatten
Gatten (lit. «deva de la luna») puede representarse como un bodhisattva. Puede estar sentado sobre un ganso blanco. A veces sostiene una luna creciente con un conejo en su interior.

## References
1. 1 2 3 4 5 6 7 8  National Institutes for Cultural Heritage (ed.). «e-Museum - The Twelve Devas». emuseum.nich.go.jp. Consultado el 17 de mayo de 2025.
2. 1 2 3 4 5  «Kyoto National Museum». Kyoto National Museum (en inglés). Consultado el 17 de mayo de 2025.
3. 1 2 3 4 5 6 7 8 9  Atsumi International Scholarship Foundation (ed.). «JAANUS / juuniten 十二天». www.aisf.or.jp. Consultado el 17 de mayo de 2025.
4. ↑  Kodama, Giryū (2009). 印と梵字ご利益・功徳事典 聖なる象徴に表された諸尊の姿と仏の教え (In to bonji goriyaku / kudoku jiten: sei naru shōchō ni hyōsareta shoson no sugata to hotoke no oshie). Gakken Publishing. p. 256. ISBN 9784054041875.
5. ↑  «JAANUS / Daijizaiten 大自在天». www.aisf.or.jp. Consultado el 17 de mayo de 2025.
6. 1 2  «JAANUS / Taishakuten 帝釈天». www.aisf.or.jp. Consultado el 17 de mayo de 2025.
7. 1 2  «JAANUS / Bonten 梵天». www.aisf.or.jp. Consultado el 17 de mayo de 2025.
8. ↑  «e-Museum - Katen (Skt., Agni)». emuseum.nich.go.jp. Consultado el 17 de mayo de 2025.
9. ↑  www.wisdomlib.org (29 de agosto de 2024). «Images of Ka-ten (Agni) in Japan». www.wisdomlib.org. Institutos Nacionales de Patrimonio Cultural. Consultado el 17 de mayo de 2025.
10. ↑  «e-Museum - Enmaten (Skt., Yama)». emuseum.nich.go.jp. Consultado el 17 de mayo de 2025.
11. ↑  «JAANUS / Enmaten 焔魔天». www.aisf.or.jp. Consultado el 17 de mayo de 2025.
12. ↑  «e-Museum - Rasetsuten (Skt., Raksasa, Nairrti)». emuseum.nich.go.jp. Consultado el 17 de mayo de 2025.
13. ↑  «JAANUS / rasetsu 羅刹». www.aisf.or.jp. Consultado el 17 de mayo de 2025.
14. ↑  «e-Museum - Suiten (Skt., Varuna)». emuseum.nich.go.jp. Consultado el 17 de mayo de 2025.
15. ↑  www.wisdomlib.org (29 de agosto de 2024). «Images of Sui-ten (Varuna) in Japan». www.wisdomlib.org. Consultado el 17 de mayo de 2025.
16. ↑  «e-Museum - Fūten (Skt., Vayu)». emuseum.nich.go.jp. Consultado el 17 de mayo de 2025.
17. ↑  «e-Museum - Bishamonten (Skt., Vaiśravaṇa)». emuseum.nich.go.jp. Consultado el 17 de mayo de 2025.
18. ↑  «JAANUS / Bishamonten 毘沙門天». www.aisf.or.jp. Consultado el 17 de mayo de 2025.
19. ↑  «e-Museum - Ishanaten (Skt., Īśāna)». emuseum.nich.go.jp. Consultado el 17 de mayo de 2025.
20. ↑  «e-Museum - Jiten (Skt., Pṛthivī)». emuseum.nich.go.jp. Consultado el 17 de mayo de 2025.
21. ↑  «e-Museum - Nitten (Skt., Sūrya)». emuseum.nich.go.jp. Consultado el 17 de mayo de 2025.
22. ↑  «Nitten, the Sun Deity [one of a set of Twelve Devas], 14th–15th century». collections.artsmia.org. Consultado el 17 de mayo de 2025.
23. ↑  «e-Museum - Gatten (Skt., Candra)». emuseum.nich.go.jp. Consultado el 17 de mayo de 2025.